# Remote Manipulator System

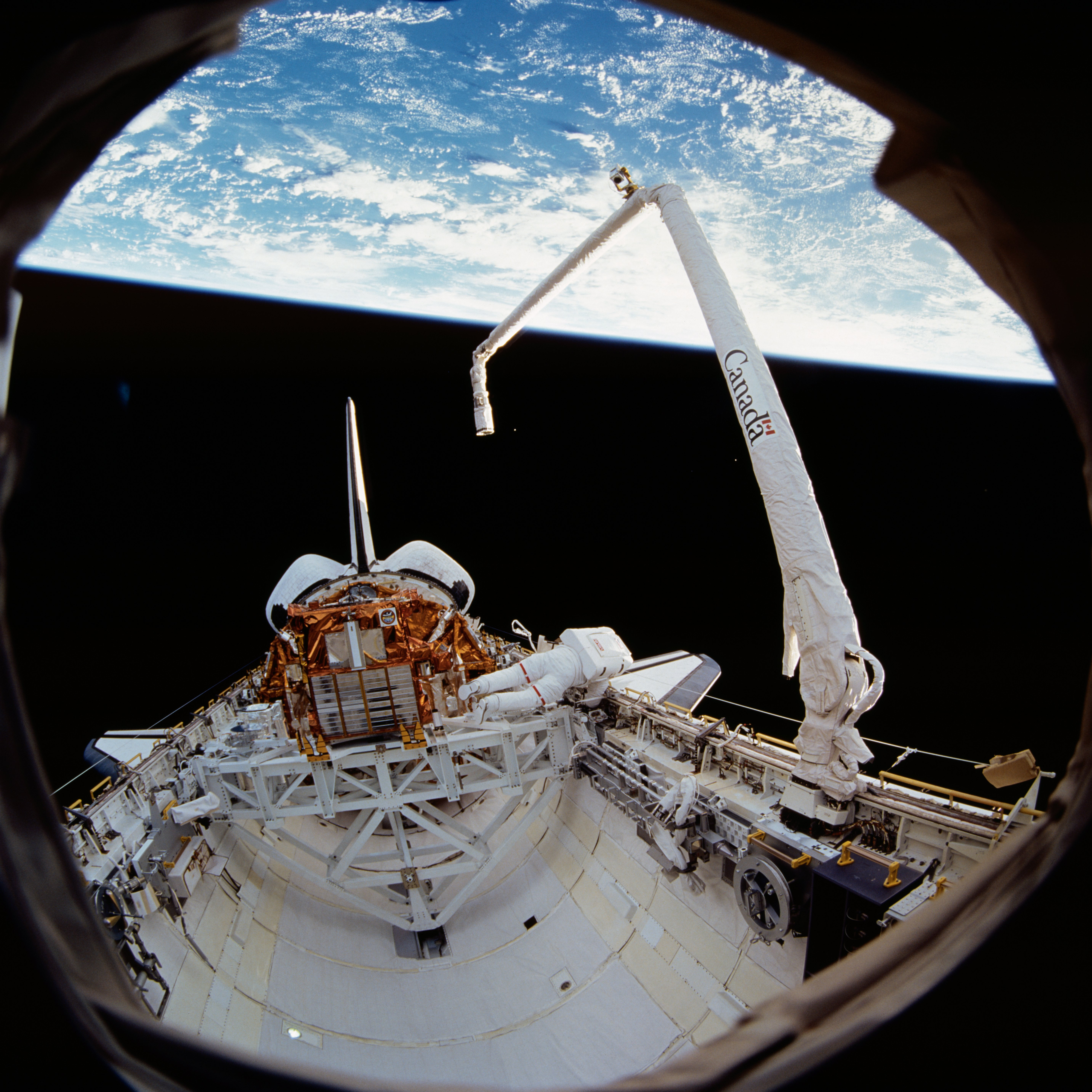
Blick auf den RMS aus dem Flugdeck des Space Shuttles

Das Remote Manipulator System (RMS), auch als Canadarm bezeichnet, war ein elektromechanischer Arm an Bord des Space Shuttles, der Nutzlasten ergreifen, sie aus der Ladebucht aussetzen und darin verankern konnte. Der RMS wurde erstmals bei der zweiten Shuttle-Mission (STS-2) 1981 erprobt.

## Aufbau

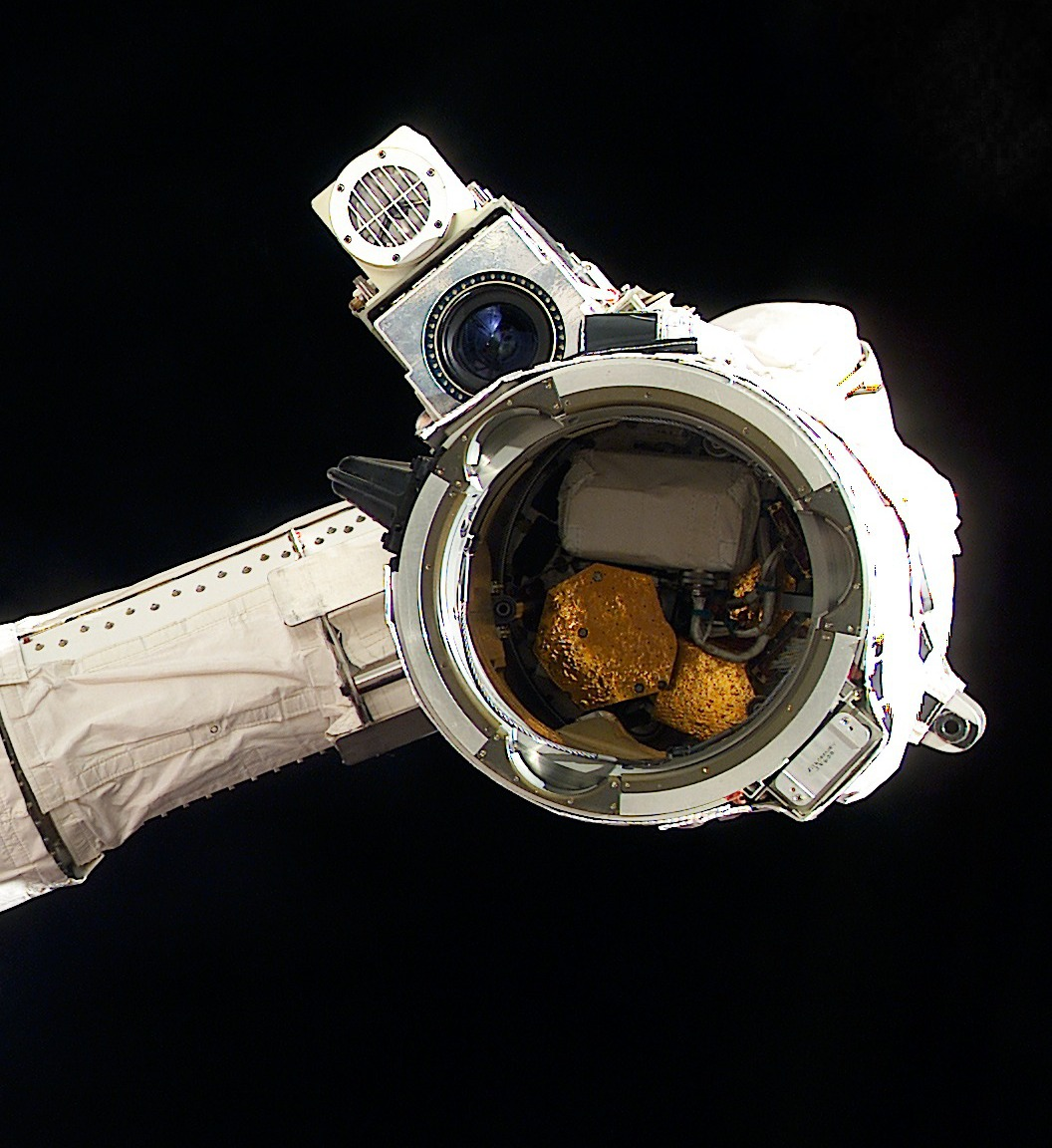
Endeffektor des RMS

Der Arm ist 15,33 Meter lang, hat einen Durchmesser von 38 Zentimetern und hat sechs Freiheitsgrade. Er war auf der Backbordseite in der Ladebucht des Orbiters mit seinem Schultergelenk direkt hinter dem Cockpit befestigt. Dem menschlichen Arm nachempfunden, besteht der Canadarm aus Ober- (Upper Arm) und Unterarm (Lower Arm) sowie einer Hand (End Effector). Der Oberarm hat eine Länge von 5,18 Meter (mit Gelenk 6,37 Meter), der Unterarm ist 6,10 Meter (mit Gelenk 7,06 Meter) lang und die Hand misst vom Gelenk bis zur Spitze 1,80 Meter. Die Arme sind aus mit Kohlenstofffasern verstärktem Epoxidharz hergestellt und zum Schutz mit einer Lage Aramidfasern überzogen. Die Gelenke bestehen aus Aluminium. Der RMS wiegt 410 Kilogramm – das gesamte System hat ein Gewicht von 450 Kilogramm.

## Ausstattung
Der Canadarm konnte im Weltall bis zu 29 Tonnen Nutzlast ein- und ausladen, obwohl die Motoren des Armes bei normaler Erdschwerkraft nicht einmal den Arm selbst hätten bewegen können. Der RMS konnte Satelliten einfangen und nach der Reparatur wieder aussetzen. Bei Außenbordtätigkeiten konnte er den Raumfahrern als bewegliche Plattform dienen. Außerdem konnte man ihn, dank einer integrierten Kamera, zur Unterstützung bei Inspektionen des Orbiters oder der Nutzlast einsetzen.

## Steuerung

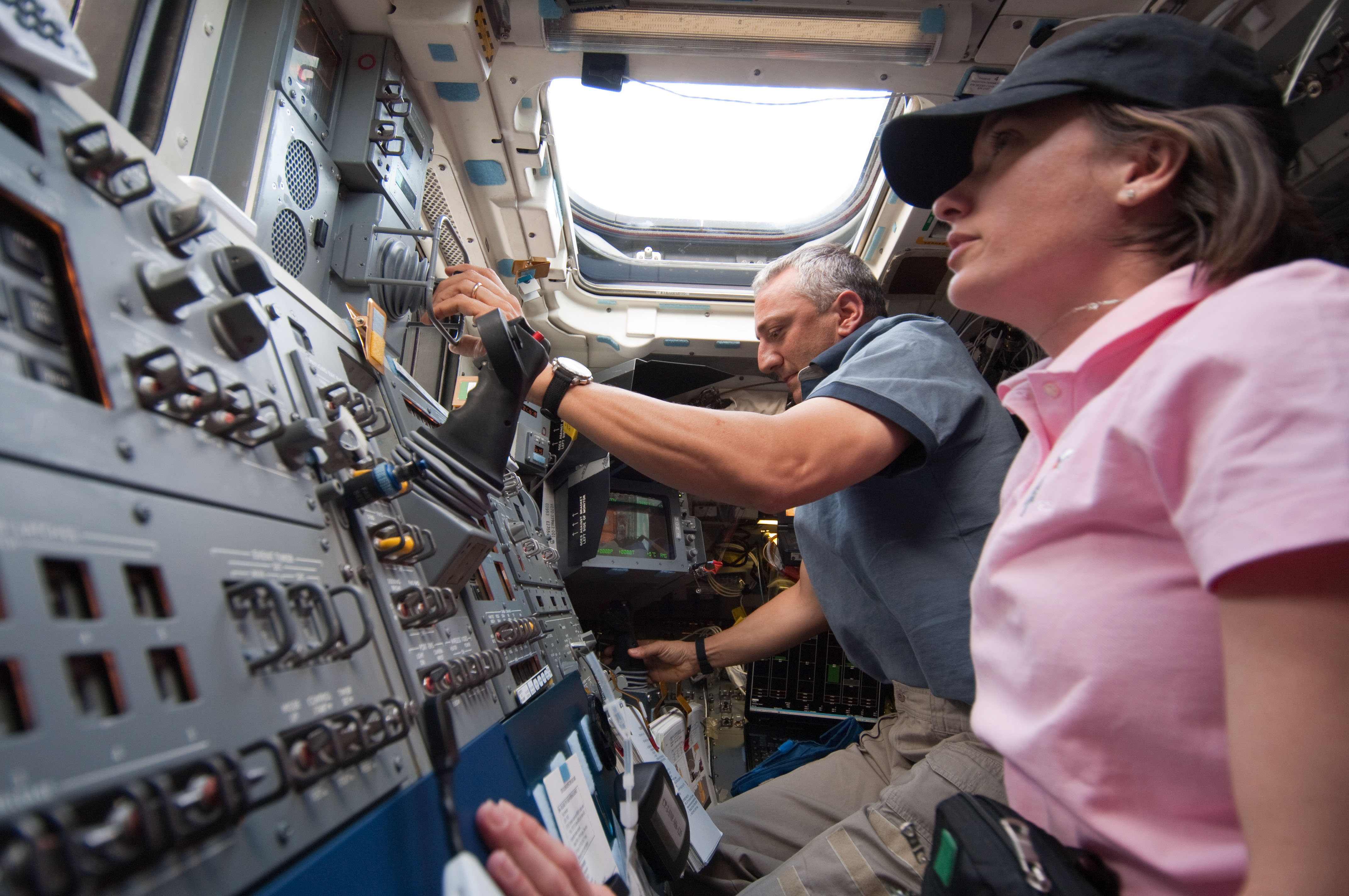
Megan McArthur assistiert Michael Massimino bei der Steuerung des Canadarms (STS-125)

Bedient wurde der RMS von einem Mannschaftsmitglied von der Steuerkonsole im hinteren Teil des Flugdecks aus. Ein zweites Mitglied unterstützte ihn mit der Bedienung der Kamera. Dies erlaubte dem RMS-Operator sowohl einen Überblick durch die Fenster am Flugdeck des Shuttles als auch eine Detailansicht über die TV-Monitore.

## OBSS

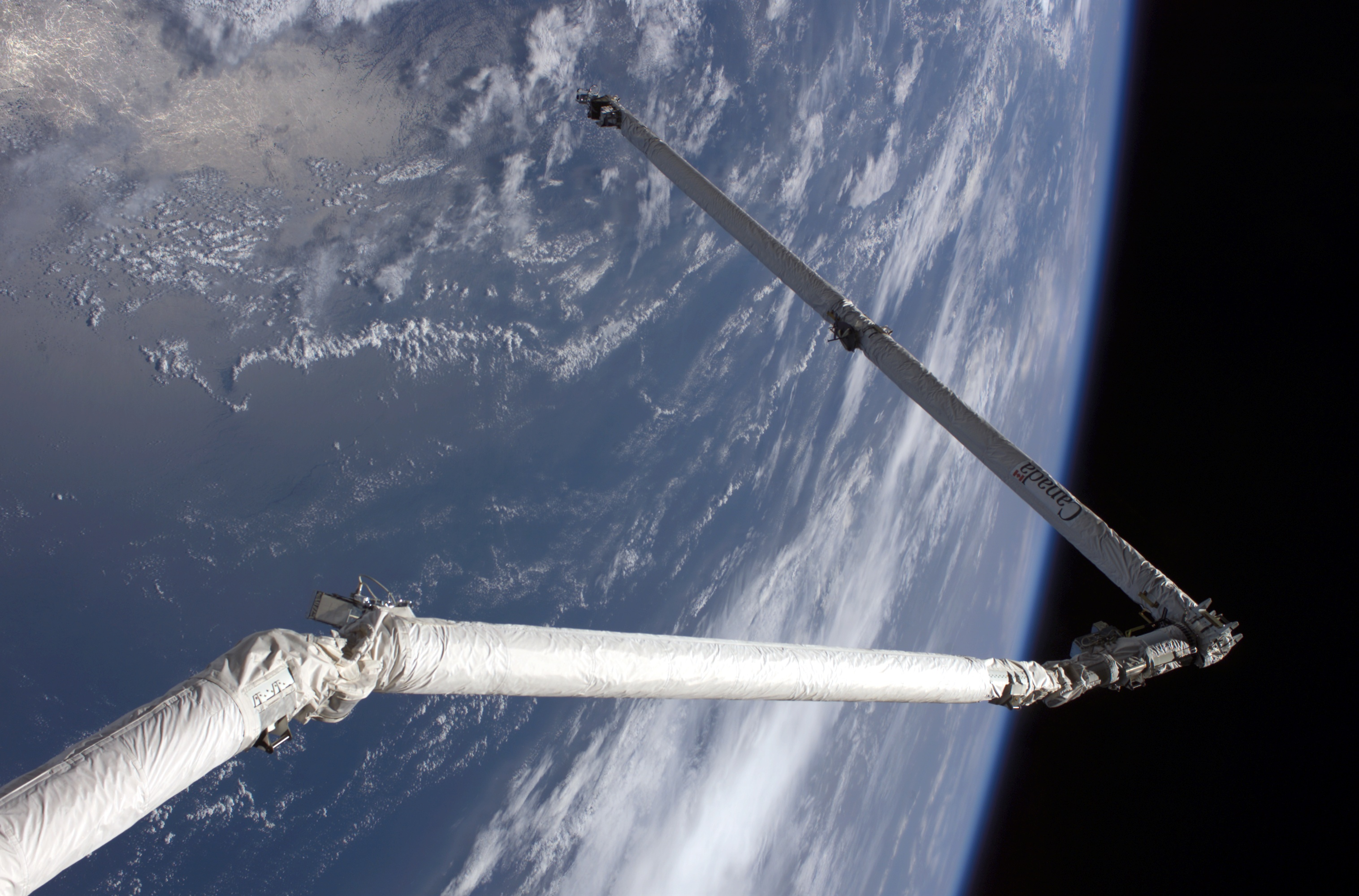
OBSS am Canadarm (STS-114)

Nach der Columbia-Katastrophe im Frühjahr 2003 wurde der RMS mit dem Orbital Boom Sensor System (OBSS) ausgerüstet. Das OBSS ist ein Ausleger, der am Canadarm befestigt wurde. An ihm sind Instrumente angebracht, die zur Kontrolle des Shuttleäußeren und des Hitzeschildes verwendet wurden. Die NASA setzte dieses System bei allen noch folgenden Shuttle-Missionen ein.

## Entwicklung und Herstellung
Der Canadarm war von kanadischen Unternehmen gebaut worden: MDA Space Missions (ehemals Spar Aerospace) war mit der Planung, Fertigung und Prüfung betraut worden. CAE aus Montreal hatte die elektronischen Schnittstellen, Servoverstärker sowie die Energieversorgung geliefert. Dilworth, Secord, Meagher and Associates aus Toronto steuerten den End Effector bei. Die Abteilung Space Transportation Systems von Rockwell International entwickelte und testete das System für die Befestigung des RMS in der Ladebucht des Space Shuttles.

## Ausstellung
Nach der Beendigung des Space-Shuttle-Programms wurde beschlossen, den Canadarm im Canada Aviation and Space Museum in Ottawa auszustellen.